# Gospod in dama (Campin)
Gospod in dama je naslov, ki se včasih uporablja za par oljnih slik in jajčne tempere na hrastovih tablah , ki jih pripisujejo staronizozemskemu slikarju Robertu Campinu, dokončani okoli leta 1435. Čeprav se običajno štejejo za obešanke ali spremljevalne kose, sta morda tudi krili razstavljenega diptiha. Slednjo teorijo podpira dejstvo, da sta hrbtni strani obeh tabel marmorirani, kar pomeni, da nista bili namenjeni obešanju ob steno.
Veliko se je ugibalo o identiteti portretirancev kot iz srednjega družbenega razreda. Nekaj časa v začetku 19. stoletja so po malo dokazih mislili, da sta Quentin Matsys in njegova žena, kasneje pa Rogier van der Weyden in njegova žena. O identitetah para ni zgodovinskih zapisov in na samih slikah ni dokazov (napisi, grbi itd.).
Oboje je leta 1860 kupila Narodna galerija v Londonu, kjer sta obešeni druga ob drugi.

## Opis
Portreta sta si v mnogih pogledih zelo podobna, razen skoraj enake velikosti in oblike (vsak je narejen iz dveh navpično zrnatih in položenih hrastovih desk). Oba upodobljena v polovični dolžini in postavljena pred trdno črno ozadje brez značilnosti. Tabli sta zelo svetlo in enakomerno osvetljeni, tako da sta sliki videti resnični in tridimenzionalni. Uokvirjanje je izjemno tesno in še posebej tesno obrezano okoli njunih glav, kar omogoča, da figuri prevladujeta nad slikovnim prostorom. Kot pri mnogih polovičnih portretih iz obdobja 1420–1430, sta tudi glavi prefinjeno veliki, sorazmerno s preostalim telesom. Vsaka je sestavljena iz zelo omejenega nabora barv; na moškem portretu prevladujejo rdeča, temno zelena in črna, na ženskem pa bela, rjava in črna barva.
Obe figuri nosita ekstravagantno in veliko pokrivalo; njegov je šaperon iz rdeče tkanine , njen je sestavljen iz dveh do treh ovitih platnenih tančic. šaperon je sestavljen iz oblazinjenega oglavnika, tesno zavitega repa kapuce (cornette v francoščini) in ramenskega ogrinjala (patte). Med njima obstaja precejšnja starostna razlika. Moški ima rjave oči in povešene veke, njene oči pa so svetle in modre.

## Pripis
Od ponovnega odkritja v začetku 19. stoletja so slike včasih pripisovali Quentinu Matsysu, kasneje pa Janu van Eycku (podobno kot njegov domnevni avtoportret, tudi v Narodni galeriji, vendar podpisan z datumom 1433, to je dve leti prej). V katalogu iz leta 1860 sta bili pripisani Rogierju van der Weydnu mlajšemu. V primerih Matsysa in van der Weydna, ki sta bili običajno sprejeti kot obešanki zakonskega para, je obstajala domneva, da sta bila portreta tega umetnika in njihove žene. Novejše in splošno sprejeto pripisovanje Campinu, ki ga običajno označijo za Mojstra iz Flémalleja, temelji predvsem na slogovnih podlagah. Nobeno njegovo dokumentirano delo ni ohranjeno , niti na tablah ni nobenega namiga o njegovi identifikaciji v obliki napisov, plaščev ali grbov.
Umetnostni zgodovinar Lorne Campbell meni, da je moški portret podoben Flémalle Sveti Veroniki, medtem ko je ženska portretu Device v isti skupini. Campbell piše, da je pri moškem »podobna občutljivost na strukturo glave in spreminjanje teksture kože, zlasti na predelih ust; podoben način risanja oči in očesnih votlin; in, v Ženski in otroku podoben način označevanja luči oči«.